# Gehyra multiporosa
Gehyra multiporosa là một loài thằn lằn trong họ Gekkonidae. Loài này được Doughty, Palmer, Sistrom, Bauer & Donnellan mô tả khoa học đầu tiên năm 2012.